# Zorro Creativo Films
Zorro Creativo Films es una productora audiovisual colombiana, con sede en Bogotá Colombia. Además galardonada de Praise Music Awards, Symphonic Latino y nominada a Premios Arpa.

## Historia
La productora audiovisual Zorro Creativo Films se encuentra ubicada en la ciudad de Bogotá en Colombia, además fundada y dirigida por el realizador Jhoan Rodríguez. Como principal género audiovisual que producen se encuentra el Videoclip, rama ésta en donde han realizado producciones a artistas como Alex Campos, Thalles Roberto, Mariannah y Diego, el dúo De Luz, Lowsan Melgar entre otros.
En el año 2018 logra quedar nominada en la XIV Edición de los Premios Arpa con el audiovisual «Te siento» de la banda cristiana Revolución en la categoría de Mejor Video Musical. En el año 2021 es galardonada en la categoría de Productor Audiovisual del Año en las premios Praise Music Awards y en el año 2022 es galardonada en los Symphonic Latino Awards en la categoría Video el Año con el clip «No Soy Perfecta» de los artistas Mariannah y Diego en colaboración con Sophiv. 
Uno de sus más recientes lanzamientos es el Videoclip de la canción «No dejes que caiga» del cantante colombiano Alex Campos, que también contó con la participación especial de la cantante y atriz colombiana Ana María Estupiñán.
En el año 2023 estrena el audiovisual «Sigue (No Te Rindas)» de los artistas Mariannah y Diego.

## Filmografía
- «Sigue (No Te Rindas)» Mariannah y Diego (2023)
- «No dejes que caiga» Alex Campos (2022)[15][16][17]
- «Luz en la oscuridad» Belu Rodriguez Kuhn (2022)[18][19]
- «Hermano mio» Thalles Roberto feat. Punto de Encuentro (2022)[20][21][22]
- «Valor» Mariannah y Diego (2022)[23]
- «Pasará» Marianna y Diego, Sophiv, The BladplayerXs (2022)[24]
- «Somos tres» Mariannah y Diego (2022)[25]
- «Es mi mundo» Jon Moreno, Creyente.7 (2021)[26]
- «Discípulos» Mariannnah y Diego (2021)[27]
- «Cielo» Mariannah y Diego (2021)[28][29]
- «Te amaré toda la vida» Aida Luz Villa, El Negrito Osorio (2021)[30]
- «Contigo» Erick Romero, Jon Morales (2021)[31][32]
- «Es navidad» Alex Campos (2020)[33][34]
- «Tu me llamas» De Luz (2020)[35]
- «Perfecto Amor» Sandra Ospina (2020)[36]
- «Mi primavera» Jon Moreno (2020)[37]
- «Sigo creyendo» De Luz, Lowsan Melgar (2019)[38][39][40]
- «Abre tu corazón» Banda Revolución (2018)[41]
- «Concierto en Argentina» De Luz (2018)[42]
- «Tu Luz» De Luz, Tu Presencia (2018)[43]
- «Te siento» Banda Revolución, Raper One (Radikal People) (2017)[44]

## Premios y Recomocimientos
- XIV Edición de Premios Arpa 2018 (Nominado)[45]

- Premios Praise Music Awards 2021 (Ganador)[45]
- Premios Symphonic Latino 2022 (Ganador)[46]